# Uraga rubricollis
Uraga rubricollis är en fjärilsart som beskrevs av George Francis Hampson 1901. Uraga rubricollis ingår i släktet Uraga och familjen björnspinnare. Inga underarter finns listade i Catalogue of Life.